# Datación samario-neodimio
La datación samario-neodimio o  fechado mediante samario-neodimio es una técnica de datación radiométrica útil para determinar las edades de rocas y meteoritos. La técnica se basa en el decaimiento del isótopo samario (Sm), que implica una desintegración alfa del 147Sm a 143Nd con una vida media de 106 miles de millones de años. El contenido del isótopo Nd es utilizado para brindar información sobre la fuente de material ígneo como también sobre su antigüedad. Los diversos yacimientos en las partes sólidas de la Tierra tienen valores diferentes de las relaciones iniciales de 143Nd/144Nd, especialmente en lo que respecta al manto.
La utilidad de la técnica de fechado Sm-Nd se basa en que estos dos elementos son tierras raras. Por lo tanto, teóricamente no son susceptibles a separarse durante la fusión de rocas de silicatos. Los efectos de  cristalización fraccionada de los minerales félsicos cambian la relación Sm/Nd de los materiales resultantes. Ello a su vez influye sobre la relación de 143Nd/144Nd con al aumento del 143Nd.
Se supone que el manto terrestre tuvo una evolución condrítica y, por lo tanto, que se apartó de las relaciones iniciales de 143Nd/144Nd lo que puede proporcionar información sobre la edad en que una roca en particular o un yacimiento se separaron del manto en el pasado de la Tierra.
Se pueden alcanzar niveles de precisión de veinte millones de años en edades de dos mil quinientos millones de años. En numerosos casos, la información obtenida mediante las técnicas de Sm-Nd y Rb-Sr se utilizan de manera complementaria.

## Fechado radiométrico samario-neodimio
El samario posee cinco isotopos naturales y el neodimio tiene siete. Los dos elementos se encuentran asociados en una relación padre-hijo mediante el  decaimiento alfa de 147Sm a 143Nd con un período de semidesintegración de 1.06×1011 años. El 146Sm es un nucleido casi extinto que decae mediante emisión alfa produciendo 142Nd, con un período de semidesintegración de 1.08×108 años. El 146Sm a su vez se produce mediante el decaimiento de 150Gd mediante decaimiento alfa con un período de semidesintegración de 1.79×106 años.
Un fechado isócrono se calcula mediante el procedimiento normal. Al igual que sucede con la geoquímica de los isótopos Rb-Sr y Pb-Pb, la relación inicial 143Nd/144Nd del sistema isótopo provee información importante en la formación de la corteza terrestre y la evolución isotópica del sistema solar.

## Geoquímica del Sm y Nd
La concentración de Sm y Nd en minerales con silicatos aumenta con el orden según el cual cristalizaron a partir del magma responden a las Series de Bowen. El samario se acomoda con mayor facilidad en minerales máficos, por lo que una roca máfica que cristaliza minerales máficos concentra neodimio en la fase líquida con mayor rapidez que samario. Por lo tanto en la medida que el material fundido se va cristalizando de forma fraccionada desde una composición máfica a una más félsica, cambian las abundancias de Sm y Nd, y la relación entre ellas.
Por lo tanto, las rocas ultramáficas poseen un bajo contenido de Sm y Nd y una  alta relación Sm/Nd. Las rocas félsicas poseen por su parte concentraciones elevadas de Sm y Nd pero bajas relaciones Sm/Nd (la komatiita posee 1.14 partes por millón (ppm) de Sm y 3.59 ppm de Nd versus 4.65 ppm de Sm y 21.6 ppm de Nd en la riolita).
La importancia de este proceso es fundamental al analizar la antigüedad de la formación de la corteza terrestre.